# (36018) 1999 NA46
1999 NA46 (asteroide 36018) é um asteroide da cintura principal. Possui uma excentricidade de 0.11330210 e uma inclinação de 23.68690º.
Este asteroide foi descoberto no dia 13 de julho de 1999 por LINEAR em Socorro.